# Монако на летних Олимпийских играх 1964
Монако принимал участие в Летних Олимпийских играх 1964 года в Токио (Япония) в восьмой раз за свою историю, но не завоевал ни одной медали.

## Результаты соревнований

### Тяжёлая атлетика
| Спортсмен     | Категория  | Масса, кг | Жим | Жим | Жим   | Рывок | Рывок | Рывок | Толчок | Толчок | Толчок | Всего | Место |
| Спортсмен     | Категория  | Масса, кг | 1   | 2   | 3     | 1     | 2     | 3     | 1      | 2      | 3      | Всего | Место |
| ------------- | ---------- | --------- | --- | --- | ----- | ----- | ----- | ----- | ------ | ------ | ------ | ----- | ----- |
| Рене Батталья | До 82,5 кг | 79,30     | 120 | 125 | 127,5 | 110   | 115   | 117,5 | 155    | 160    | 165    | 407,5 | 16    |